# Новогебридський франк
Новогебридський франк ( фр. Franc des Nouvelles-Hébrides ) — грошова одиниця франко-британського кондомініуму Нові Гебриди в 1941-1980 роках і Республіки Вануату в 1980 році.

## Історія
До 1941 року в обігу перебували австралійський фунт, французький франк та фунт стерлінгів. У 1921 році Адміністрацією французьких поселень на Нових Гебридах було випущено купюру 25 франків.
31 серпня 1941 року грошовою одиницею Нових Гебрид оголошено новогебридський франк, законним платіжним засобом був також австралійський фунт. Було встановлено курс: 1 австралійський фунт = 141,30 новогебридського франка. Право випуску новогебридського франка було надано приватному французькому Банку Індокитаю. Банк почав випуск банкнот відділення банку в Нумеа, які використовувалися в обігу в Новій Каледонії, але з овальною надпечаткою із зображенням лотарингського хреста та написом «Нові Гебриди Вільна Франція». Випускалися банкноти Банку Індокитаю в 5, 20, 100, 500, 1000 франків. В 1943 були випущені також бони Національної французької служби Нових Гебрид в 5, 20, 100, 500 і 1000 франків  .
Декретом французького уряду від 26 грудня 1945 року як грошової одиниці тихоокеанських володінь Франції введено франк КФП (colonies françaises du Pacifique - французьких тихоокеанських колоній). Спочатку було встановлено співвідношення: 2,40 французьких франка = 1 франк КФП. Прив'язку новогебридського франка до австралійського фунта було скасовано, франк був прирівняний до франка КФП 1:1. До 1969 року курс новогебридського франка до французького змінювався так само, як курс франка КФП, до якого він був прирівняний: 4,32 французького франка (I-X 1948), 5,31 французького франка (1948-1949), 5,48 французького франка (IV-IX 1949), 5,50 французького франка (1949-1959). Після деномінації французького франка 1960 року курс становив: 1 новогебридський франк = 0,055 французького франка.
У лютому 1966 замість австралійського фунта в обігу став використовуватися австралійський долар .
25 вересня 1948 року було ухвалено закон, що позбавляє Банк Індокитаю прав на емісію валюти для заморських володінь Франції, але закон про діяльність Емісійного інституту заморських територій Франції ухвалили тільки 22 грудня 1966 року, де-факто право емісії передали від Банку Індокитаю до Емісійного інституту тільки 1967 року.
Емісійний інститут випускав для Нових Гебрид банкноти того ж зразка, які використовувалися в обігу у Французькій Полінезії, Новій Каледонії та на островах Волліс і Футуна, але з надрукуванням з обох боків купюр напису «Нові Гебриди». Випускалися банкноти 100, 500 і 1000 франків  .
У 1966 році Емісійний інститут випустив першу монету для Нових Гебрид — срібні 100 франків. Далі, з 1967 до 1982 року, карбувалися монети тільки з недорогоцінних металів в 1, 2, 5, 10, 20 і 50 франків.  .
Під час девальвації французького франка 10 серпня 1969 року, на відміну від франка КФП, новогебридський франк не був девальвований. Паритет із франком КФП було скасовано, курс до французького франка став становити: 1 французький франк = 16,16 новогебридського франка. Одночасно було встановлено курс до австралійського долара: 1 долар = 100 франків, що діяв до 1973 року.  .
1 січня 1981 року розпочав операції Центральний банк Вануату, того самого дня новогебридський франк було перейменовано на вату. Випуск монет і банкнот у вату було розпочато 22 березня 1982 року, монети і банкноти Емісійного інституту заморських територій у франках, а також австралійські долари залишалися законним платіжним засобом до 1 квітня 1983 року.  .